# Xã Dorr, Quận McHenry, Illinois
Xã Dorr (tiếng Anh: Dorr Township) là một xã thuộc quận McHenry, tiểu bang Illinois, Hoa Kỳ. Năm 2010, dân số của xã này là 20.911 người.